# 吉尔吉斯苏维埃社会主义共和国国徽
吉爾吉斯蘇維埃社會主義共和國國徽啟用於1937年3月2日，參照蘇聯國徽設計而成。
呈圓形，中間為旭日初升之象，前為天山。上方有紅色五角星，下為鎚子與鐮刀，象徵社會主義照亮全球。外圍由麥穗、棉花裝飾。兩者中間有民族裝飾。飾帶並以俄語和吉爾吉斯語書有蘇聯國家格言「全世界無產者，聯合起來！」和吉爾吉斯語「吉爾吉斯蘇維埃社會主義共和國」的簡寫。
1992年，吉爾吉斯斯坦國徽成為新國家的國徽，但與原來的國徽相似。